# فهرست شمارا

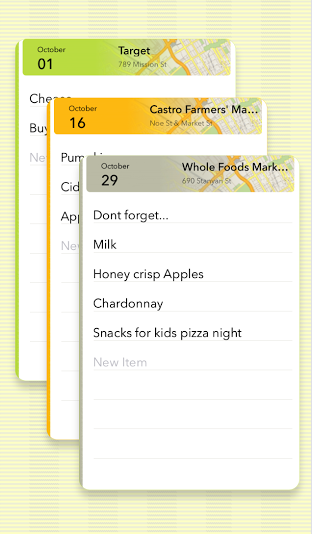
فهرست شمارا

یک فهرست شمارا یا مجموعه شمارا (به انگلیسی: enumeration) یک فهرست «کامل و مرتب» از کل موارد موجود در یک گردآورد است. این عبارت معمولاً در ریاضیات و علوم رایانه برای اشاره‌کردن به یک فهرست از همه عناصر یک مجموعه به کار می‌رود. نیازمندی‌های دقیق یک فهرست شمارا (مثلاً اینکه آیا مجموعه باید متناهی باشد، یا اینکه آیا در فهرست امکان تکرار وجود داشته باشد)، بستگی به رشته مورد مطالعه، و زمینه یک مسئله مورد نظر دارد.
بعضی از مجموعه‌ها از طریق ترتیب طبیعی قابل شمارش می‌شوند (مثل ۱، ۲، ۳، ۴، و غیره، برای مجموعه اعداد صحیح مثبت) اما گاهی لازم هست که یک ترتیب (احتمالاً دلخواه) را تحمیل نماییم. در بعضی از زمینه‌ها، مثل ترکیبیات شمارشی، از عبارت «فهرست شمارا(enumeration)» بیشتر از نظر مفهوم شمارش استفاده می‌شود- با تأکید بر تعیین تعداد عناصری که آن مجموعه دارد، و کمتر به تولید یک فهرست صریح از آن عناصر تأکید می‌شود.